# Denis Rose (Leichtathlet)
Denis Rose (* 26. Oktober 1959) ist ein ehemaliger seychellischer Sprinter.

## Karriere
Rose nahm an den Olympischen Sommerspielen 1984 in Los Angeles teil.
Er trat über 100 m und 200 m an. Er schied jeweils in den Vorläufen aus. Er diente auch als Fahnenträger bei der Eröffnungszeremonie.